# NGC 2801
NGC 2801又称PGC 26183，是一个位于巨蟹座的螺旋星系，1885年2月17日由阿爾伯特·馬爾夫发现。它直径约11万光年，距離銀河系約3.41亿光年。NGC 2801的表面亮度為14,10 mag/am2。